# Мецценіле
Мецценіле (італ. Mezzenile, п'єм. Mesnil) — муніципалітет в Італії, у регіоні П'ємонт,  метрополійне місто Турин.
Мецценіле розташоване на відстані близько 560 км на північний захід від Рима, 35 км на північний захід від Турина.
Населення — 800 осіб (2014).
Щорічний фестиваль відбувається 11 листопада. Покровитель — святий Мартин.

## Демографія
Населення за роками:

Станом на 1 січня 2023 року в муніципалітеті офіційно проживало 20 іноземців з 6 країн, серед них 16 громадян країн Євросоюзу.

## Сусідні муніципалітети
- Ала-ді-Стура
- Черес
- Лем'є
- Пессінетто
- Травес
- Віу